# Киври
Киври (фр. Cuvry) насеље је и општина у североисточној Француској у региону Лорена, у департману Мозел која припада префектури Мец Кампањ.
По подацима из 2011. године у општини је живело 779 становника, а густина насељености је износила 143,2 становника/km². Општина се простире на површини од 5,44 km². Налази се на средњој надморској висини од 175 метара (максималној 198 m, а минималној 167 m).

## Демографија
| 1962. | 1968. | 1975. | 1982. | 1990. | 1999. | 2011. |
| ----- | ----- | ----- | ----- | ----- | ----- | ----- |
| 210   | 248   | 432   | 689   | 666   | 653   | 779   |

График промене броја становника у току последњих година